# Open Sesame (Whodini)
Open Sesame è il quarto album in studio del gruppo hip hop statunitense Whodini, pubblicato nel 1987.

## Tracce
1. Rock You Again (Again and Again)
2. Be Yourself (feat. Millie Jackson)
3. Cash Money
4. Hooked on You
5. Early Mother's Day Card
6. Now That Whodini's Inside the Joint
7. Life Is Like a Dance
8. You Brought It on Yourself
9. I'm Def (Jump Back and Kiss Myself)
10. Remember Where You Came From
11. For the Body
12. You Take My Breath Away